# Síndrome TAR
El síndrome de Trombocitopenia + Aplasia Radial o síndrome TAR, es una enfermedad rara que se caracteriza por trombocitopenia (disminución de las plaquetas circulantes, que intervienen en la coagulación de la sangre) congénita (que está presente desde el nacimiento) por trombopoyesis (mecanismo por el que se forman las plaquetas) ineficaz, malformaciones esqueléticas con anomalías de las extremidades, especialmente ausencia bilateral del radio, malformaciones cardiacas y, frecuentemente, intolerancia a la lactosa.
El síndrome de Trombocitopenia Aplasia Radial fue descrito por primera vez por Shaw y Oliver en 1959, pero no fue hasta 10 años más tarde cuando se empieza a utilizar el acrónimo con el que se le conoce en la actualidad, TAR.
La prevalencia estimada en España es de aproximadamente de  0,42 por 100 000 recién nacidos vivos, (I.C.95% 0,15 - 0,91). La proporción de los sexos es de  1: 1 (algunos trabajos encuentran una mayor afectación en niñas). Aunque se considera que el síndrome es autosómico recesivo, no se puede descartar  heterogeneidad genética.